# Slatina, Klatovy
Slatina là một làng thuộc huyện Klatovy, vùng Plzeňský, Cộng hòa Séc.